# Тимо Хилдебранд
Тимо Хилдебранд (рођен 5. априла 1979. у Вормсу) је бивши немачки фудбалер који је играо на позицији голмана. Хилдебранд држи рекорд Бундеслиге пошто није примио гол 884 минута.

## Трофеји
Штутгарт
- Бундеслига (1) : 2006/07.
- Куп Немачке : финале 2006/07.

Валенсија
- Куп Краља (1) : 2007/08.

Репрезентација Немачке
- Светско првенство : треће место 2006.
- Куп конфедерација : треће место 2005.